# (52395) 1993 RJ6
Az (52395) 1993 RJ6 a Naprendszer kisbolygóövében található aszteroida. Eric Walter Elst fedezte fel 1993. szeptember 15-én.